# Vittorio Amedeo Vialardi di Verrone
Giovanni Maria Vittorio Amedeo Vialardi di Verrone (Verrone, 17 gennaio 1759 – 1839) è stato un generale italiano, veterano delle  guerre napoleoniche, dopo la restaurazione del 1814 fu comandante della Brigata "Guardie", comandante della Divisione militare di Alessandria e governatore della fortezza di Fenestrelle. Cavaliere di Gran croce dell'Ordine dei Santi Maurizio e Lazzaro.

## Biografia
Nacque a Verrone, provincia di Biella, il 17 gennaio 1759, figlio del conte Giuseppe Francesco Bernardino e di Costanza Elisabetta Loyra di Mongardo. Arruolatosi nell'Armata sarda divenne cadetto del Reggimento "Guardie" il 9 luglio 1776, sottotenente il 14 aprile 1777, tenente il 13 maggio 1781, capitano tenente il 20 marzo 1789 e capitano il 21 marzo 1793. In tale grado partecipò al combattimento delle Linières (8 giugno 1793), nei pressi dell'Authion, contro le truppe francesi, venendo fatto prigioniero di guerra. Scambiato il mese successivo con un parigrado francese, partecipò poi al combattimento di Giletta (18 ottobre 1793), riconquistando una batteria caduta nelle mani del nemico, alla battaglia del Tanarello (24-25 aprile 1794), al combattimento di Briga (28 aprile 1794), alla difesa di Cima del Bosco (27-28 luglio 1794), e a quella di Mondovì (21 aprile 1796). Promosso capitano dei cacciatori (27 maggio 1796), alla ripresa delle operazioni partecipò alla difesa della Chiusella (1800).
Rientrato in servizio attivo dopo la Restaurazione fu nominato capitano dei granatieri il 3 luglio 1814, e dopo la ricostituzione dei reggimenti di linea "Guardie", "Savoia", "Monferrato", "Piemonte", "Saluzzo", "Aosta", "Cuneo", "Alessandria" e "La Regina", fu promosso da re Vittorio Emanuele I tenente colonnello per meriti di guerra l'8 di quello stesso mese. Divenne vicecomandante della Brigata Guardie. Nel maggio 1815 sostituì il marchese Solaro del Borgo al comando del Reggimento "Guardie", e alla testa del suo reparto prese parte alla operazioni belliche contro la Francia che culminarono nella conquista di Grenoble. Il 5 febbraio 1817 fu insignito della Croce di Cavaliere dell'Ordine dei Santi Maurizio e Lazzaro per il valore dimostrato in faccia al nemico, e venne promosso maggior generale per meriti di guerra il 27 settembre 1820. Quando scoppiarono i Moti del 1820-1821 fu tra i firmatari della petizione trasmessa al principe reggente Carlo Alberto di Carignano affinché concedesse la costituzione di Spagna. Dopo l'abdicazione di Vittorio Emanuele I e la nomina a re di Carlo Felice I rimase comunque fedele a quest'ultimo. Al comando delle sue truppe partecipò alla battaglia di Novara (8 aprile 1821) contro i rivoltosi, e il 10 aprile 1821 venne nominato  membro della commissione inquirente sulla condotta degli Ufficiali. La Commissione era composta da: presidente cavaliere Ignazio Thaon di Revel conte di Pralungo, conte di Venanzone, cavaliere Vialardi, conte Sambuy, marchese di Faverges, maggiori generali; dal conte Langosco, presidente nel Real Senato di Piemonte, e dal cavaliere Roget de Cholex, già intendente generale in Sardegna, quali membri, mentre l'uditore generale di guerra, conte Calvi , era incaricato delle funzioni di relatore. Insignito della Croce di Cavaliere dell'Ordine della Corona ferrea per la lodevole condotta tenuta negli ultimi tempi di calamità e per i servizi prestati non solo al re di Sardegna ma alla causa comune della tranquillità d'Europa. Nominato Cavaliere di Gran croce dell'Ordine dei Santi Maurizio e Lazzaro il 4 aprile 1822, intendente generale della Divisione militare di Alessandria (nel 1824), fu promosso tenente generale nel 1827. Lasciato il comando della Brigata "Guardie" al colonnello Bonifacio Negri di Sanfront il 18 ottobre 1827, venne nominato governatore della fortezza di Fenestrelle con diritto di portare a vita la divisa della Brigata "Guardie". Senza avere l'obbligo di risiedere nella fortezza fu autore della  Storia del Reggimento Granatieri Guardie. Si spense nel 1839.

### Annotazioni
1. ↑  La difesa di Cima Bosco fu una lotta che sfiorò l’epico e nella quale i soldati piemontesi, per scarsità di munizioni ricacciarono i francesi a colpi di pietra.
2. ↑  Tale riconoscimento, dato in data 16 ottobre 1827, in premio dell’azione di comando svolta nel 1821 ebbe la seguente motivazione per un riguardo affatto particolare ed a lui solo”.

### Fonti
1. 1 2 3  Ilari, Shamà 2008, p. 511.
2. 1 2 3 4 5 6  Di Vigliano 1953, p. 40.
3. 1 2 3 4 5 6 7 8 9 10  Ilari, Shamà 2008, p. 512.
4. 1 2  Pinelli 1834, p. 405.
5. ↑  Pinelli 1834, p. 476.
6. 1 2  Di Vigliano 1953, p. 41.
7. ↑  Pinelli 1834, p. 617.
8. ↑  Pinelli 1834, p. 624.
9. ↑  Di Vigliano 1953, p. 42.